# 網走信用金庫
網走信用金庫（あばしり しんようきんこ、英語：Abashiri Shinkin Bank）は、北海道網走市に本店を置く信用金庫である。

## 概要
網走市に本店を持ち、網走市民を中心に利用されている信用金庫。
預貸率の高い信用金庫であり、民事再生を行った企業への貸出を行うなど、地域経済発展に貢献している。
指定金融機関も斜網1市6町のうち、津別町と斜里町を除く自治体が当金庫を指定金融機関としている。北海道拓殖銀行が経営破綻した時に美幌町の指定金融機関も当金庫が指定された。一方で網走市は北海道拓殖銀行を指定金融機関としていなかったため、昔から当金庫が指定金融機関である。
当時の常呂町も当金庫を指定金融機関としていたが、北見市との合併により北見信用金庫に一本化されたため現在は指定代理金融機関となっている。
2023年3月末時点での自己資本比率は31.43%である。
また、東京農業大学オホーツクキャンパスの学生の多くも当金庫を利用している（キャンパス内にATMがある。）。

## 沿革[3]
- 1925年（大正14年）3月 - 有限責任網走信用組合として設立。
- 1943年（昭和18年）8月 - 市街地信用組合に転換・改組。
- 1950年（昭和25年）4月 - 信用協同組合に転換・改組。
- 1951年（昭和26年）11月 - 信用金庫法に基づき信用金庫に転換。網走信用金庫に改組。
- 1975年（昭和50年）3月 - 金庫創立50周年
- 2001年（平成13年）11月12日 - 23億円の債務超過に陥った網走信用組合の経営破綻を受け、津嘉田栄正理事長（当時）が引受けに名乗りを上げた（最終的には釧路信用組合が引き受けた）。
- 2010年（平成22年）5月 - 網走市役所内に市役所出張所を開設
- 2011年（平成23年）3月 - 東京農業大学 生物産業学部と包括連携協定を締結
- 2012年（平成24年）9月 - 国土交通省と「建設企業のための経営戦略アドバイザリー事業に関するパートナー協定」を締結
- 2013年（平成25年）2月 - でんさいネット業務の取扱を開始
- 2015年（平成27年）9月 - 第一回オホーツク網走マラソン大会へ特別協賛
- 2016年（平成28年）3月 - 金庫創立90周年

## 歴代理事長
第4代の途中までは組合長
- 初代 高田喜共
- 第2代 山内鉄蔵
- 第3代 合田綾一
- 第4代 遠藤熊吉
- 第5代 広川操
- 第6代 木下象一
- 第7代 平田松太郎
- 第8代 遠藤熊吉
- 第9代 鈴木三喜男
- 第10代 津嘉田栄正
- 第11代 大島明
- 第12代 小山志郎
- 第13代 伴道弘

## 店舗網

### 網走地区
網走市
- 本店、駅前支店、駒場支店、潮見支店

大空町
- 女満別支店、東藻琴支店

斜里町
- 斜里支店

清里町
- 清里支店

小清水町
- 小清水支店

美幌町
- 美幌支店、稲美支店（美幌支店内）

津別町
- 津別支店

### 北見市
- 常呂支店、北見支店、北進支店（北見支店内）

### 釧路市
- 釧路支店、釧路北支店

### 帯広地区
帯広市
- 帯広支店

音更町
- 音更支店

## その他

### totoの払い戻し店
スポーツ振興くじ（toto）当選券の払い戻し店は、網走市南4条西の本店のみで取り扱う。